# TNT (strip)
TNT is een Belgische stripreeks van de scenaristen André-Paul Duchateau en Loup Durand en de tekenaars Christian Denayer en Frank Brichau. Het eerste nummer verscheen in 1974 bij uitgeverij Rossel.

## Beschrijving
TNT staat voor Tony Nicholas Twin, het hoofdpersonage in de serie,  en is gebaseerd op een gelijknamige reeks spionageromans van Michaël Borgia uitgegeven door Éditions Robert Laffont tussen 1978 en 1980.